# Basileopator

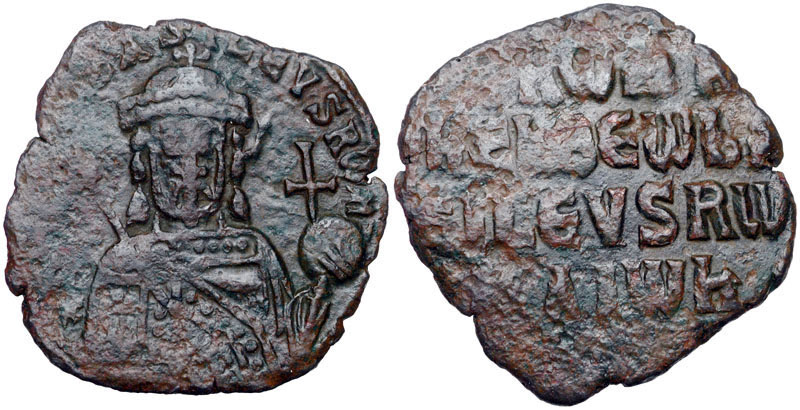
Follis de bronce romanos, basileopatōrs de la historia bizantina.

Basileopator (en griego: βασιλεοπάτωρ, literalmente el «padre del basileus [emperador]») fue uno de los más altos títulos seculares del Imperio bizantino. Fue un título excepcional —el Kletorologion de Filoteo de 899, le enumera como una de las «dignidades especiales», axiai eidikai—, otorgado solamente dos veces en la historia del imperio. 
Su titular no era el padre biológico del emperador y aunque las funciones exactas asociadas con el título siguen siendo oscuras, generalmente se presume que describía a un regente que actuaba como custodio y tutor de un joven emperador. Sin embargo, A. Schmink ha ofrecido una interpretación diferente, por lo que la ortografía alternativa basileiopator, encontrada en los sellos contemporáneos y en la hagiografía dedicada a Teófano II, debería ser preferida. Según esto, el título podría ser interpretado como «padre del Palacio», confirmando la posición del titular como ayudante principal del emperador sin que implique algún tipo de tutela sobre él.
El título fue creado por el emperador León VI el Sabio en algún momento entre agosto de 891 y mayo de 893, para Estilliano Zautzes, el padre de su amante por largo tiempo y que posteriormente sería su segunda esposa, Zoe Zautzina. Vino a sumarse al título de magistros que previamente se le había otorgado a Estiliano y a su posición de logothetes tou dromou; por medio de este acto, según la interpretación tradicional, León dejó formalmente los asuntos del Imperio bizantino en manos de Zautzes hasta su muerte en 899. Académicos de tiempos más recientes ponen en duda la figura del «basileopator todopoderoso» (Shaun Tougher), mostrando evidencias que apoyan el eficaz control del gobierno que ejercía León. De cualquier forma, el título que recibió Estiliano lo colocó en la cima de la burocracia civil, directamente por debajo del mismo emperador.
El título resurgió en 919, cuando se le otorgó al almirante Romano Lecapeno después de que casó a su hija Elena con el emperador Constantino VII (r. 913-959), aunque unos meses más tarde fue elevado a César y, poco después, fue coronado como coemperador superior. Después de esa ocasión el título de basileopator no volvió a utilizarse excepto en un contexto literario; Simón Metafraste, por ejemplo, se refirió anacrónicamente a Arsenio el Grande como basileopator, porque fue el tutor de Honorio y Arcadio, hijos del emperador Teodosio I (r. 379 – 395). Algunos partidarios de Miguel VIII Paleólogo (r. 1259-1282) intentaron revivir el título en 1259, cuando este fue nombrado regente durante el reinado de Juan IV Ducas Láscaris emperador de Nicea a la edad de ocho años (r. 1258-1261), pero los intentos no llegaron a concretarse.